# Espeleoterapia
Espeleoterapia (del griego σπήλαιον, spḗlaion "cueva") es una forma de terapia respiratoria de medicina alternativa que implica respirar dentro de una cueva como forma de tratamiento, para la cual no existe evidencia médica de efectividad.

## Historia
Hipócrates creía que las terapias a base de sal, incluida la inhalación de vapor de agua salada, o la permanencia en cuevas de sal, proporcionaban alivio de los síntomas respiratorios.
Hay afirmaciones de mejoras en la respiración de los mineros en la época romana y medieval.
Los hospitales de espeleoterapia existían en Italia en el siglo XIX. A mediados del siglo XIX se fundó una clínica experimental para pacientes de tuberculosis en Mammoth Cave (Kentucky, EE. UU.) Sin embargo fue cerrada tras pocos meses de operación después de la muerte de cinco de los pacientes.
La historia de la espeleoterapia moderna se remonta a la década de 1950 durante la cual surgieron hospitales espeleoterapéuticos en varios países de Europa Central y del Este.
Los residentes de Ennepetal en Alemania utilizaron la cueva Kluterthöhle como refugio antiaéreo durante la Segunda Guerra Mundial. Y más tarde, Karl Hermann Spannagel comenzó a investigar el efecto terapéutico de las cuevas.
En 1969 se realizaron las primeras experiencias espeleoterapéuticas en cuevas kársticas en Hungría y Checoslovaquia (hoy República Checa).

### En la República Checa
Las primeras experiencias de espeleoterapia en Checoslovaquia fueron realizadas por Mons. Štefan Roda en Eslovaquia en la cueva de Tombašek en los Altos Tatras (1969). En 1973-1976, los médicos Timová y Valtrová de la Clínica Infantil de Banská Bystrica trataron a niños asmáticos con espeleoterapia con resultados aparentemente favorables, los cuales fueron publicados en la literatura médica.
De 1981 a 1985, la espeleoterapia pasó a ser objeto de tareas de investigación científica oficial, llevadas a cabo bajo la responsabilidad del Ministerio de Salud y el Instituto Geográfico de la Academia de Ciencias de Checoslovaquia. En 1985, la espeleoterapia fue reconocida como método oficial de tratamiento climático.
Según el presidente de la Comisión Permanente de Espeleoterapia de la Unión Internacional de Espeleología, el Prof. Svetozar Dluholucky, MD, la espeleoterapia es "una forma natural de tratar el asma y las alergias, la cual sería un pecado no usar".
Actualmente existen dos centros de espeleoterapia en la República Checa: el Centro de tratamiento infantil en Ostrov u Macochy y el Centro de tratamiento infantil para enfermedades respiratorias en Zlaté Hory . Un tercer centro, el sanatorio infantil de Mladč-Vojtěchov, se cerró en 2014.

## Usos
Se afirma que el tratamiento es útil para tratar el asma bronquial, la bronquitis, las secreciones nasales alérgicas y crónicas, enfermedades de los senos nasales crónicas o de origen alérgico, diversas alergias y enfermedades de la piel, alveolitis fibrosante y la laringotraqueobronquitis. Sin embargo, no existe evidencia científica evidencia que respalde estas afirmaciones.

## Investigaciones y eficacia
Según la Colaboración Cochrane, tres estudios en los que participaron 124 niños con asma cumplieron los criterios de inclusión para un metaestudio en 2001. Aun así, solo un estudio tuvo la calidad metodológica adecuada. Dos estudios informaron que la espeleoterapia tuvo un efecto beneficioso a corto plazo sobre la función pulmonar. Los otros resultados no pudieron evaluarse de manera confiable. Debido al pequeño número de estudios, no se pueden extraer conclusiones confiables a partir de las pruebas disponibles sobre si las intervenciones de espeleoterapia son efectivas para tratar el asma crónica. Se necesitan ensayos controlados aleatorios con seguimiento a largo plazo. No se encontraron pruebas de la efectividad de la espeleoterapia a partir de ensayos controlados aleatorios y se necesitan más investigaciones.
Algunos factores que caracterizan los endoclimas de las cuevas son controvertidos. Si bien los aerosoles de cueva pueden contener teóricamente altos niveles de iones de calcio y magnesio, en la práctica, estos no están presentes en los sitios de tratamiento conocidos hasta la fecha. Las concentraciones de calcio y magnesio son en todas partes iguales a las del aire exterior. Se ha demostrado que las concentraciones de estos elementos en el aire de las cuevas no son suficientemente elevadas como para considerarse un factor terapéutico. También son cuestionables las elevadas concentraciones de CO2, o la supuesta ausencia de alérgenos en las cuevas (por ejemplo, existe la presencia de algunos mohos en cantidades muy pequeñas), o la ausencia de ozono.
Svetozar Dluholucky, presidente de la Comisión Permanente de Espeleoterapia de la Unión Internacional de Espeleología, ha realizado investigaciones en la cueva de Bystrianska desde 1974, según las cuales, reporta que ha habido una disminución de cinco veces en las enfermedades respiratorias y el asma en los niños estudiados. En 1997, realizó más investigaciones en 111 niños asmáticos afirmando obtener los mismos resultados. Sin embargo, los alergólogos e inmunólogos siguen siendo escépticos de estos aparentes resultados debido a la baja calidad metodológica de los estudios.
Hoyrmír Malota dirigió un equipo de investigación que evaluó a pacientes del sanatorio espeleoterapéutico en Mladeč en 1985-1987 y llegó a la conclusión de que "los factores individuales del entorno subterráneo, o su complejo conectado por interacciones internas y externas, estimulan y modulan el sistema inmunológico sistema del organismo humano directamente." Afirmó que "la exposición repetida al ambiente subterráneo - sin el uso de preparados farmacéuticos antiasmáticos, antihistamínicos o inmunomoduladores- induce cambios positivos y mensurables en los lisosomas e inmunoglobinas secretores y linfáticos después de solo unos pocos días de exposición a tal grado que ningún inmunomodulador existente. pueden lograr".
Según una revisión sistemática rumana de 2017, la espeleoterapia es un método de tratamiento valioso para el asma y otros problemas respiratorios. Aun así, solo se pueden encontrar unos pocos estudios en bases de datos internacionales, lo que refleja la especificidad de este campo. Por otro lado, estudios básicos en animales de laboratorio y cultivos celulares in vitro parecen apuntar a una posible eficacia y utilidad de la espeleoterapia.